# 요부노역
요부노역(일본어: 呼野駅)은 일본 후쿠오카현 기타큐슈시 고쿠라미나미구에 위치한 규슈 여객철도 소속 철도역이며,
히타히코산 선의 정차역이다.

## 역 구조
단식 승강장 1면 1선을 가지는 지상역. 목조 역사가 있었지만 1990년대에 철거되어 현재는 플랫폼과 맞이방만 되고 있다. 이전에는 스윗치 백이 존재했지만, 1983년에 폐지되었다.
무인역이며, JR의 특정도구 시내 제도에 있어서의 「기타큐슈 시내」의 역이며, 히타히코산 선에 대해서는, 당역이 가장 남쪽이 된다.

## 역 주변
- 미쓰비시 매트리얼 주식회사 히가시야 광산

## 인접 역
| 히타히코산 선          | 히타히코산 선   | 히타히코산 선        |
| ---------------------- | --------------- | -------------------- |
| 이시하라마치 조노 방면 | ■ 히타히코산 선 | 사이도쇼 요아케 방면 |